# Фарнезе, Джироламо
Джироламо Фарнезе, 4-й герцог Латера (итал. Girolamo Farnese, 4º duca di Latera; 3 сентября 1599, Латера, Папская область — 18 февраля 1668, Рим, Папская область) — итальянский куриальный кардинал и папский дипломат. Титулярный архиепископ Патр с 11 апреля 1639 по 29 апреля 1658. Апостольский нунций в Швейцарии с 4 мая 1639 по 28 октября 1643. Секретарь Священной конгрегации по делам епископов и монашествующих с 6 февраля 1644 по 16 июля 1655. Губернатор Рима и вице-камерленго Святой Римской Церкви с 7 октября 1650 по 29 января 1653. Префект Апостольского дворца с 16 июля 1655 по 29 апреля 1658. Апостольский легат в Болонье с 6 мая 1658 по 6 мая 1662. Кардинал in pectore с 9 апреля 1657 по 29 апреля 1658. Кардинал-священник с 29 апреля 1658, с титулом церкви Сант-Аньезе-фуори-ле-Мура с 6 мая 1658 по 18 февраля 1668.